# Thebe (Mysien)
Thebe (altgriechisch Θήβη (f. sg.), genauer altgriechisch Υποπλακίη Θήβη Hypoplakië Thebe, Hypoplakie Thebe; auch altgriechisch Θήβαι Thébai (f. pl.), lateinisch Thebai) war eine antike Stadt in Mysien, nordöstlich des antiken Adramyttion (heute Edremit).
Thebai galt als Gründung des Herakles, benannt nach dessen Frau Thebe. Die Stadt war Residenz des Eetion, König der Kilikes. Strabon nennt die Stadt noch, sie war aber zu seiner Zeit bereits verlassen.